# Герман, Дмитрий Семёнович
Дмитрий Семёнович Герман (род. 10 марта 1955, Гомель) — советский и американский художник и скульптор.

## Биография
Родился 10 марта 1955 года в Гомеле. В 1974 году закончил Mинское художественное училище им. Глебова. В 1978 году создал в Гомеле монументальный рельеф.
В 1985 году заканчивает Санкт-Петербургскую государственную художественно-промышленную академию им. А. Л. Штиглица (профессоры В.Л. Рыбалко и А.Г. Дема)
С 1990 года живёт в Балтиморе (США) знакомится и выставляется с художниками: И. Шлосбергом, Н. Волковым, Г. Гурвичем, Е. Золотницкой.
В 1993 году Д.С. Герман побеждает на конкурсе скульптуры; его скульптура становится премией Lester Levy Humanitarian Award, которой награждена сенатор США Б. Микульски.
В 1994 году скульптура Д.С. Германа «Crying Violin» становится национальной премией Elie Wiesel Holocaust Remembrance Award, которая вручается режиссёру С. Спилбергу за фильм Список Шиндлера.
В 1996 году Д.С. Герман становится членом Национальной ассоциации скульптуров, а в 1998 одним из первых членов объединения Shiva-club.

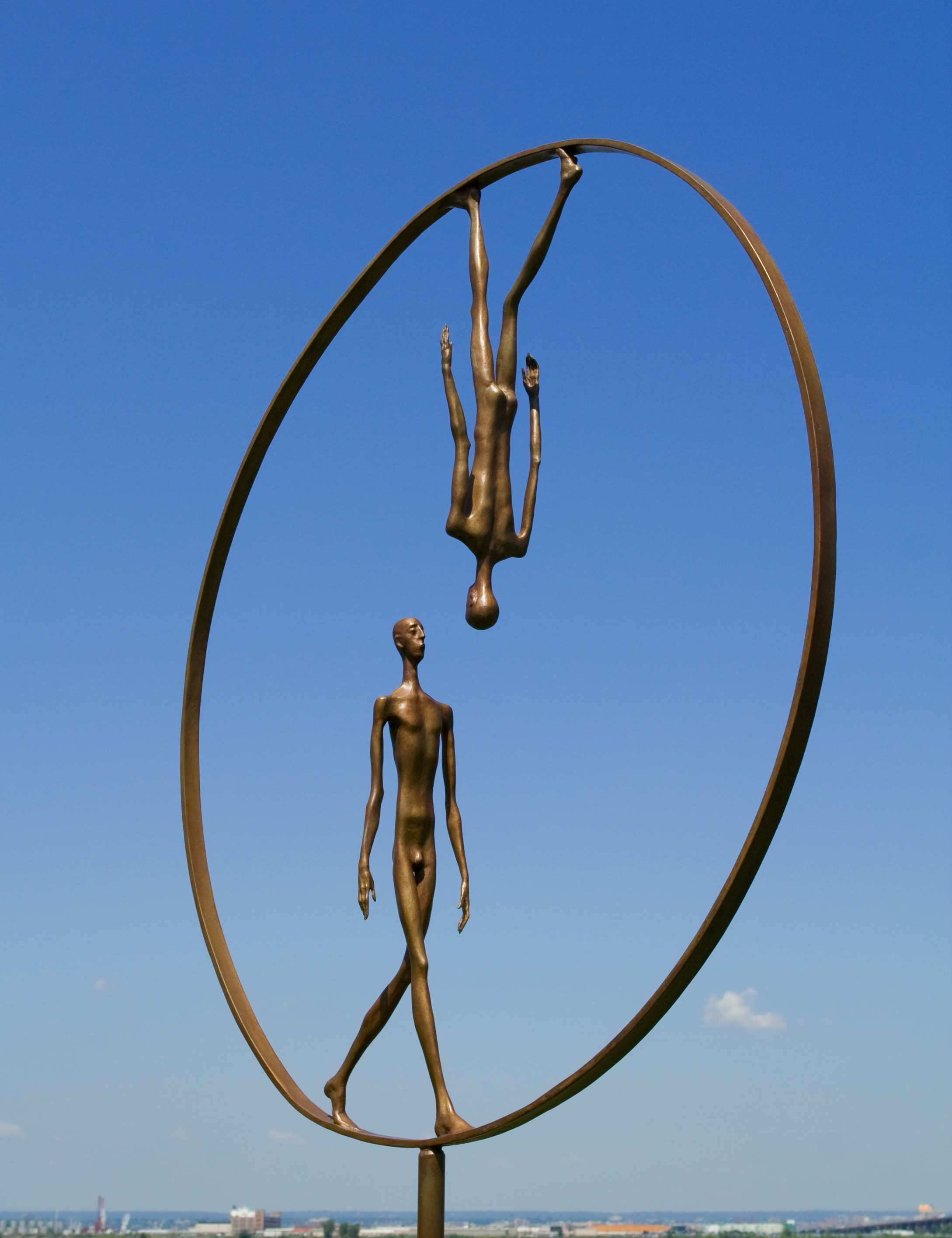

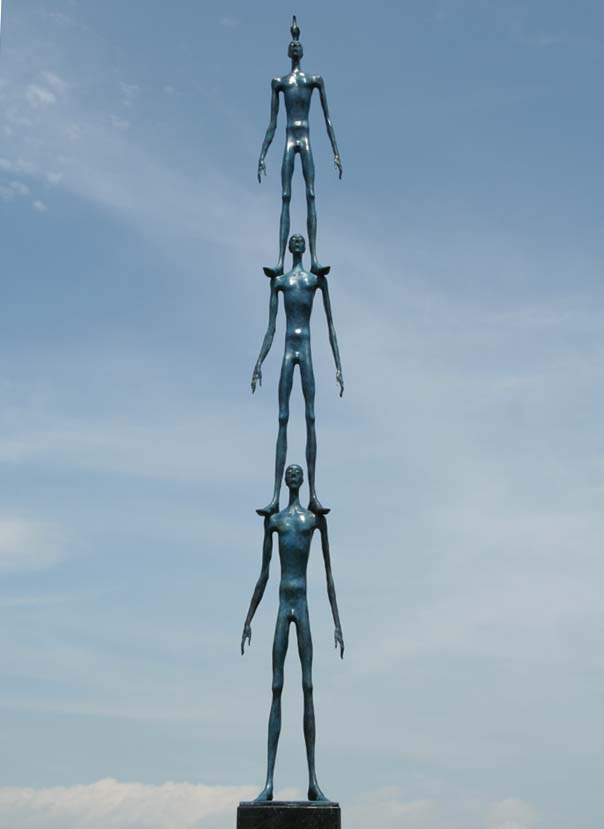

Скульптура, графика, коллажи Д.С. Германа находятся в музее Джейн Вурхис Зиммерли англ. Jane Voorhees Zimmerli Art Museum, коллекции Нортона и Нэнси Доджангл. Norton and Nancy Dodge Collection of Soviet Nonconformist Art, в Русском музее в Санкт-Петербурге, в Kolodzei Art Foundation в Нью-Йорке, в Гомельском историческом музее в Белоруссии. Его работы продаются на Сотбис, находятся в коллекциях США, Англии, Франции, России, Китая, Японии, Бразилии, Венесуэлы, Швейцарии, Израиля, Италии, Канады и Германии.

## Награды
- 2006 год — Премия Национальной ассоциации скульпторов.